# Arpophyllum jamaicense
Arpophyllum jamaicense är en orkidéart som beskrevs av Rudolf Schlechter. Arpophyllum jamaicense ingår i släktet Arpophyllum och familjen orkidéer.
Artens utbredningsområde är Jamaica. Inga underarter finns listade i Catalogue of Life.